# 1640'erne
Århundreder: 16. århundrede – 17. århundrede – 18. århundrede
Årtier: 1590'erne 1600'erne 1610'erne 1620'erne 1630'erne – 1640'erne – 1650'erne 1660'erne 1670'erne 1680'erne 1690'erne
År: 1640 1641 1642 1643 1644 1645 1646 1647 1648 1649
Begivenheder
Personer
Kunst
- Jan Brueghel den Yngre er aktiv blandt de flamske malere.